# 昭西陵
昭西陵（转写：eldengge wargi ergi munggan）是清朝孝庄文皇后的陵寝。位于河北省遵化市清东陵大红门外东侧，与东陵之间有一道风水墙相隔。

## 历史
孝庄文皇后之夫清太宗皇太极安葬于辽宁沈阳，墓葬名为昭陵。其子顺治帝安葬于河北遵化孝陵。按大清慣例，孝庄文皇后逝世后應安葬于昭陵。孝庄文皇后病危时，对孙子康熙帝说：“太宗奉安久，不可为我轻动。况我心恋汝父子，当於孝陵近地安厝，我心始无憾”（你的祖父太宗皇帝安葬已經很久，不可为了我而轻易驚动（他）。况且我心中挂恋你们父子二人，屆時應當在你父亲孝陵附近的地方安葬（我），我的心就沒有遺憾了。）
康熙二十六年十二月（1688年），孝庄文皇后逝世。康熙帝下令将祖母生前所居宫殿一部分移建于昌瑞山孝陵近地，号“暂安奉殿”。二十七年四月，将孝庄文皇后的梓宫移至此，終康熙一朝，皆未解決孝庄文皇后陵寢問題。雍正三年（1725年），世宗以孝庄文皇后暫安以來国家昌盛為由，將暫安奉殿就地起陵，為表示此陵寢從屬於昭陵，且位於昭陵之西，称昭西陵。改建工程在二月开工，十二月完工。十二月初十，孝庄文皇后的梓宫正式葬入地宫。

## 建筑格局
昭西陵位於孝陵東南側，坐北朝南，从北到南依次是：地宫设两道石门，上建宝顶，周建宝城，前建方城。